# 云中君
云中君，中國古代楚国（先秦）神话的一位神明，和東君是相對的二元神。

## 司掌
其司掌、性別部分目前爭論可說是不亞於大少司命，多數說法認為其為雲神（王夫之《楚辭補注》），但也有月神（蘇雪林《九歌與神話》）、雷神、雲夢澤神的說法；性別部分，也有人認為東君是男性神，因而身為另一位與其搭配的雲中君應為一女神，但楚辭中稱呼男性神是使用「君」，因此目前無一定論。

## 相關
屈原所著《云中君》被编入《楚辭·九歌》中。

## 外部連結
- 维基文库中的相關文獻：雲中君